# Silvino Louro
Silvino de Almeida Louro  (nacido el 5 de marzo de 1959 en Setúbal), conocido como Silvino en su carrera, es un exfutbolista portugués que jugaba como portero. 
Se retiró a los 40 años tras jugar 23 temporadas en la Primera División de Portugal y un total de 401 partidos, y pasó a ser entrenador de porteros con José Mourinho.

## Trayectoria
Louro empezó su carrera profesional con el equipo de su ciudad, el Vitória de Setúbal, en 1977, y se fue al Vitória de Guimarães tras cinco años en el club. 
Fue fichado por el S. L. Benfica en la temporada 1984-1985, pero no jugó ningún partido ese año en liga , superado por el legendario Manuel Bento. Después de una cesión al Desportivo das Aves en la siguiente temporada , Silvino volvió, para tener una batalla 
por la titularidad con Neno durante varias temporadas, ayudando al S. L. Benfica a ganar cuatro títulos de liga.
Jugó las finales de la Liga de Campeones de la UEFA de 1988 y 1990. Dejó el Benfica in en 1994, y Silvino volvió al Vitória Setúbal, después fue traspasado al F.C. Porto en la temporada 1995/1996, donde a pesar de no tener que enfrentarse a Vítor Baía en su segunda temporada (después de su venta al FC Barcelona), jugó muy poco en este periodo, y se fue al S.C. Salgueiros, donde se retiró en junio de 2000 tras tres años.
Después, Louro empezó su carrera como entrenador de porteros, pasando por equipos como Porto, Chelsea, F.C. Internazionale Milano y Real Madrid, siempre bajo las órdenes de José Mourinho. Varios porteros que han trabajado con él (Baía, Iker Casillas, Petr Čech y Júlio César) ganaron el premio al Portero del Año de la UEFA entregado por la UEFA.

## Trayectoria internacional
Louro debutó con Portugal el 13 de abril de 1983 cuando jugaba en el Vitória Guimarães, en un empate a 0 con Hungría. Tuvo un total de 23 apariciones con Portugal pero se quedó fuera de la Eurocopa 1984.
Silvino volvió a la selección el 12 de octubre de 1988 y desempeñó un papel importante con Portugal en la fase de clasificación del Mundial 1990. Perdió el dorsal número 1 en enero de 1991 en favor de Baía, después de perder su puesto en el Benfica con Neno, y pasó el resto de su años en la selección como suplente. 
Después de que Baía sufriera una lesión, Silvino jugó los dos últimos partidos de la fase de clasificación del Mundial 1998. Su última aparición fue en la victoria por 1-0 sobre Irlanda del Norte el 11 de octubre de 1997, con 38 años, igualando el récord de Vítor Damascomo el jugador más viejo que juega con Portugal.
Desde el 2000 hasta el 2002, Louro fue entrenador de porteros de la selección portuguesa.

## Palmarés
Benfica
- Primera División de Portugal: 1986–87, 1988–89, 1990–91, 1993–94
- Copa de Portugal: 1984–85, 1986–87, 1992–93; Subcampeón 1988–89
- Supercopa de Portugal: 1989; Subcampeón 1986, 1987, 1991, 1993
- Liga de Campeones de la UEFA: Subcampeón 1987–88, 1989–90

Porto
- Primera División de Portugal: 1995–96, 1996–97
- Supercopa de Portugal: 1996; Subcampeón 1995